# Cornet (bier)
Cornet is een Belgisch biermerk. Het bier wordt gebrouwen door Brouwerij De Hoorn (eigendom van Royal Swinkels) te Steenhuffel.

## Achtergrond
Het bier werd voor het eerst gebrouwen in 2014. Het speciaalbier paste in een trend naar meer ambachtelijke, authentieke bieren met een verhaal. De naam van het bier verwijst naar Theodoor Cornet, de 18e-eeuwse rentmeester van Kasteel Diepensteyn te Steenhuffel. Theodoor Cornet kreeg van de graaf van Diepensteyn de opdracht om bij de lokale brouwerij De Hoorn een speciaal bier te laten brouwen, wat dan ook gebeurde.
Toen Bavaria, nu Royal Swinkels, in 2016 Palm overnam, verwachtte de nieuwe eigenaar veel van de speciaalbieren van Palm. Vooral Cornet bleek inderdaad een succes. In 2015 werd 5000 hectoliter Cornet gebrouwen; in 2016 was dat verveelvoudigd tot 13.100 hl. In 2018 werd bekendgemaakt dat Cornet de productie van Rodenbach had overtroffen. Rodenbach was na Palm in volume lang het tweede bier van brouwerij Palm. Van Rodenbach worden jaarlijks 40.000 hl gebrouwen; van Cornet sinds 2017 dus meer. In 2021 werd een alcohol-vrije variant Cornet Alcohol-Free geïntroduceerd. De onttrokken alcohol wordt verwerkt tot een aperitief: Cornet Spirit.

## Het bier
Cornet is een krachtig blond bier met een alcoholpercentage van 8,5%. Het bier is lichtbitter: 25 EBU. Bij het brouwen worden snippers van eikenhout toegevoegd, wat aan de smaak een lichte vanille-zoetheid geeft. Daarom staat op het etiket de toevoeging "oaked".
Cornet is verkrijgbaar doorheen België, maar ook op meerdere plaatsen in Nederland, in Frankrijk, Italië en het Verenigd Koninkrijk.

## Prijzen
Cornet won reeds meerdere jaren prijzen op de World Beer Awards in de categorie Wood Aged Beer. In 2015 won het goud.